# Luciano Benetton

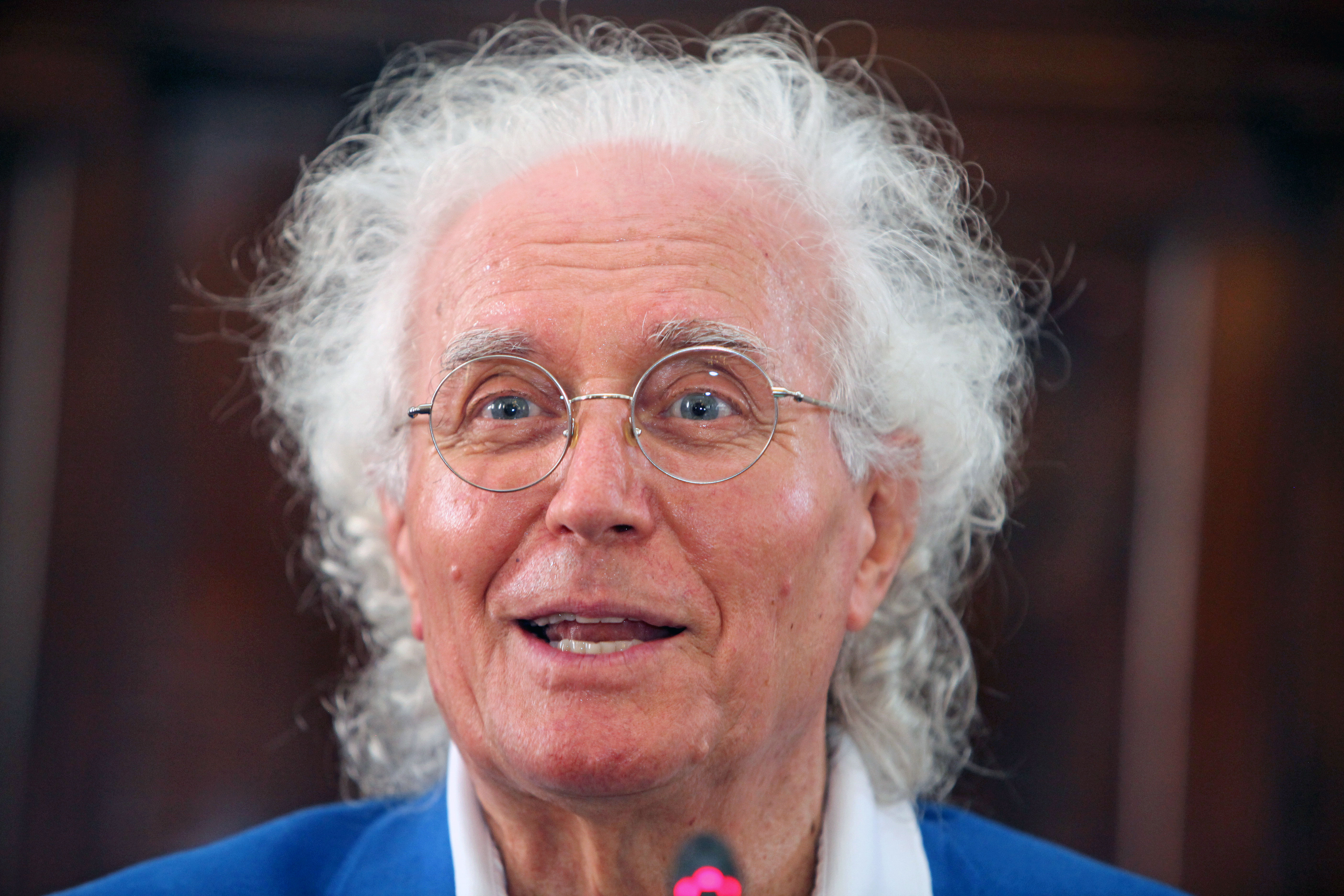
Luciano Benetton, 2015

Luciano Benetton (* 13. Mai 1935 in Treviso) ist ein italienischer Modeunternehmer und Mitbegründer der Benetton Group, deren Präsident er nach wie vor ist.

## Leben und Beruf
Benetton verließ im Alter von 14 Jahren die Schule und arbeitete in einem Modegeschäft. 1965 gründete er zusammen mit seinen beiden Brüdern und seiner Schwester das Unternehmen Benetton, eine Firma für Textilien und Strickwaren. Benetton, der die Geschäfte des Unternehmens bis heute leitet, hatte 2006 seinen Rückzug von der Unternehmensspitze zugunsten seines Sohnes Alessandro (* 1964) angekündigt, wurde aber auf dem firmeneigenen Internetauftritt nach wie vor als „Chairman“ geführt.
Zwischen 1994 und 1996 war er zudem Senator für die Partito Repubblicano Italiano (PRI) der Italienischen Republik.
Benettons jüngster Sohn Rocco (* 1969) managte in den Jahren 2000 bis 2001 den firmeneigenen Formel-1-Rennstall Benetton Formula Limited racing team.
2008 schied Benetton aus dem Verwaltungsrat des Unternehmens aus.
Ende 2017 kehrte der 82-jährige Luciano Benetton als exekutiver Verwaltungsratspräsident an die Spitze des Aufsichtsrats der Benetton Group zurück, nachdem vom Unternehmen 2016 Verluste von etwa 81 Millionen Euro gemeldet worden waren. Um sein Unternehmen von Verlusten zu schützen und die alte Markenidentität von Benetton wiederzubeleben, heuerte er den Designer Jean Charles de Castelbajac an. 2019 versucht Luciano Benetton die zum dritten Mal in einem Jahrzehnt vor der Insolvenz stehende Alitalia zu retten.

## Benetton-Familie
Die Benetton Group S.p.A. wurde 1965 von den vier Benetton-Geschwistern aus Ponzano bei Treviso gegründet:
- Luciano Benetton  (* 13. Mai 1935) hat vier Kinder mit seiner Frau Maria Teresa Maestri:

- Mauro (* 15. Juni 1962)
- Alessandro (* 2. März 1964)
- Rossella (* 23. Juni 1965)
- Rocco (* 29. September 1969)

- Giuliana Benetton (* 8. Juli 1937) ist in der Geschäftsführung der Edizione Holding und der Benetton Gruppe. Sie zeichnet verantwortlich für die Ressorts Planung der Strickwaren und Koordination der Produktserien. Giuliana hat vier Kinder.

- Gilberto Benetton (* 19. Juni 1941; † 22. Oktober 2018) war Präsident der Edizione Holding und beaufsichtigte alle Investitionen sowie den Immobilien-Sektor. Er war zudem Präsident von Autogrill und Direktor der Benetton Gruppe. Weiter war er Vizepräsident von Olimpia, Hauptaktionär im Telekommunikationssektor und Direktor der Unternehmen Autostrade S.p.A., Mediobanca S.p.A., Pirelli S.p.A. und Abertis Infraestructuras S.A. Gilberto hatte zwei Kinder.

- Carlo Benetton (* 26. Dezember 1943; † 10. Juli 2018) war stellvertretender Vorsitzender der Edizione Holding und der Benetton Gruppe. Er war verantwortlich für die Produktion und die Distribution zwischen Hauptsitz und den internationalen Niederlassungen. Carlo hatte vier Kinder.

Ihren Besitz verwalten die Benetton über ihre Holdinggesellschaft Edizione s.r.l. in Treviso. Diese hält Anteile u. a. an Autostrade S.p.A., der Betriebsgesellschaft für fast zwei Drittel des italienischen Autobahnnetzes, an Autogrill, einer Kette von Autobahnraststätten, sowie an diversen italienischen Banken, Versicherungen, Medienunternehmen, Flughafenbetreibergesellschaften und Industrieunternehmen wie Pirelli.
Ebenfalls in Treviso befindet sich das Heim der seit 1987 bestehenden Fondazione Benetton Studi Ricerche. Die Stiftung befasst sich hauptsächlich mit Landschafts- und Ortspflege, organisiert Konferenzen und Seminare und verleiht seit 1990 den Carlo-Scarpa-Preis für Gärten ("Premio Internazionale Carlo Scarpa per il Giardino").